# Kekenboschiella nubiai
Kekenboschiella nubiai là một loài nhện trong họ Mysmenidae.
Loài này thuộc chi Kekenboschiella. Kekenboschiella nubiai được L. Baert miêu tả năm 1984.